# 책봉체제

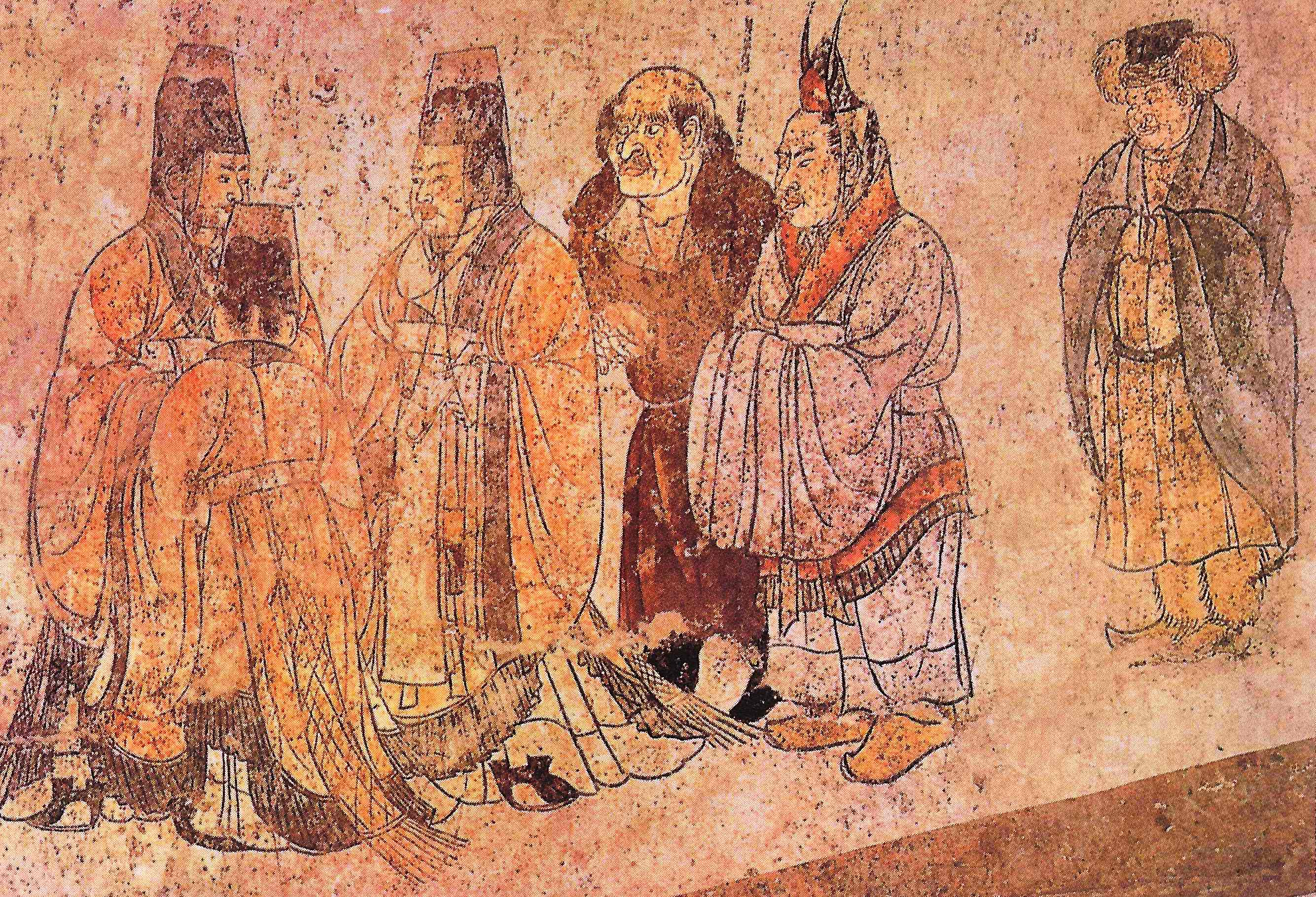
서기 706년 섬서성 건릉 벽화, 조공 사절단은 조정에서 접견되었다. 가운데 삭발한 사람은 서역에서 왔으며, 그 오른편은 신라인이다.

책봉체제(중국어 간체자: 册封体制, 정체자: 冊封體制, 병음: Cèfēng tǐzhì)는 중국을 중심으로 연결된 느슨한 국제관계망으로 동아시아 내 중국의 우세한 역할을 인식하는 식으로 무역과 외교를 가능하게 하였다. 다양한 무역관계, 군사력, 외교, 의례를 수반하였다. 다른 국가들은 조공사절단을 정해진 기한에 중국으로 파견하였다. 이들은 중국 황제에게 조공 형식의 하나로서 고두(叩頭)를 하고 황제의 우월성과 우선성을 인정해야 했다. 다른 국가들은 중국의 공식 의례를 따라서 더 강력한 이웃들과 함께 평화를 유지해야 했고, 특정 조건 하에서 외교적 군사적 도움을 받을 수 있었다. 조공체제 하에 정치적 역할은 상당히 자발적이었고 사실상 거의 모든 경우에서 독립적이었다.

## 정의

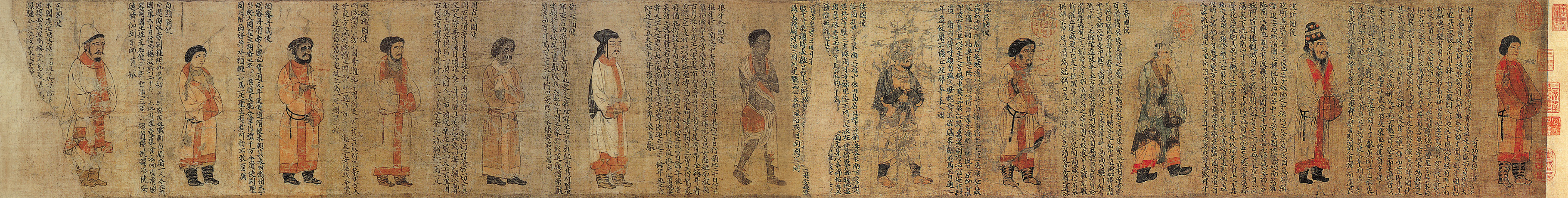
《양직공도》, 6세기 그림, 중국국가박물관 소장. 우에서 좌로 조공사절단은 다음과 같다. 활(滑) 혹은 에프탈(嚈噠); 페르시아(波斯); 백제 ; 구자(龜玆); 왜(倭); 랑카수카(狼牙修) (오늘날 말레이시아 일부); 등지(鄧至); 강족(姜族); 아바; 주고가(周古柯), 가발단(呵跋檀), 호밀단(胡密丹), 백제(白題; 에프탈 인근에 사는 에프탈인과 유사한 인종); 말 혹은 차말(且末).

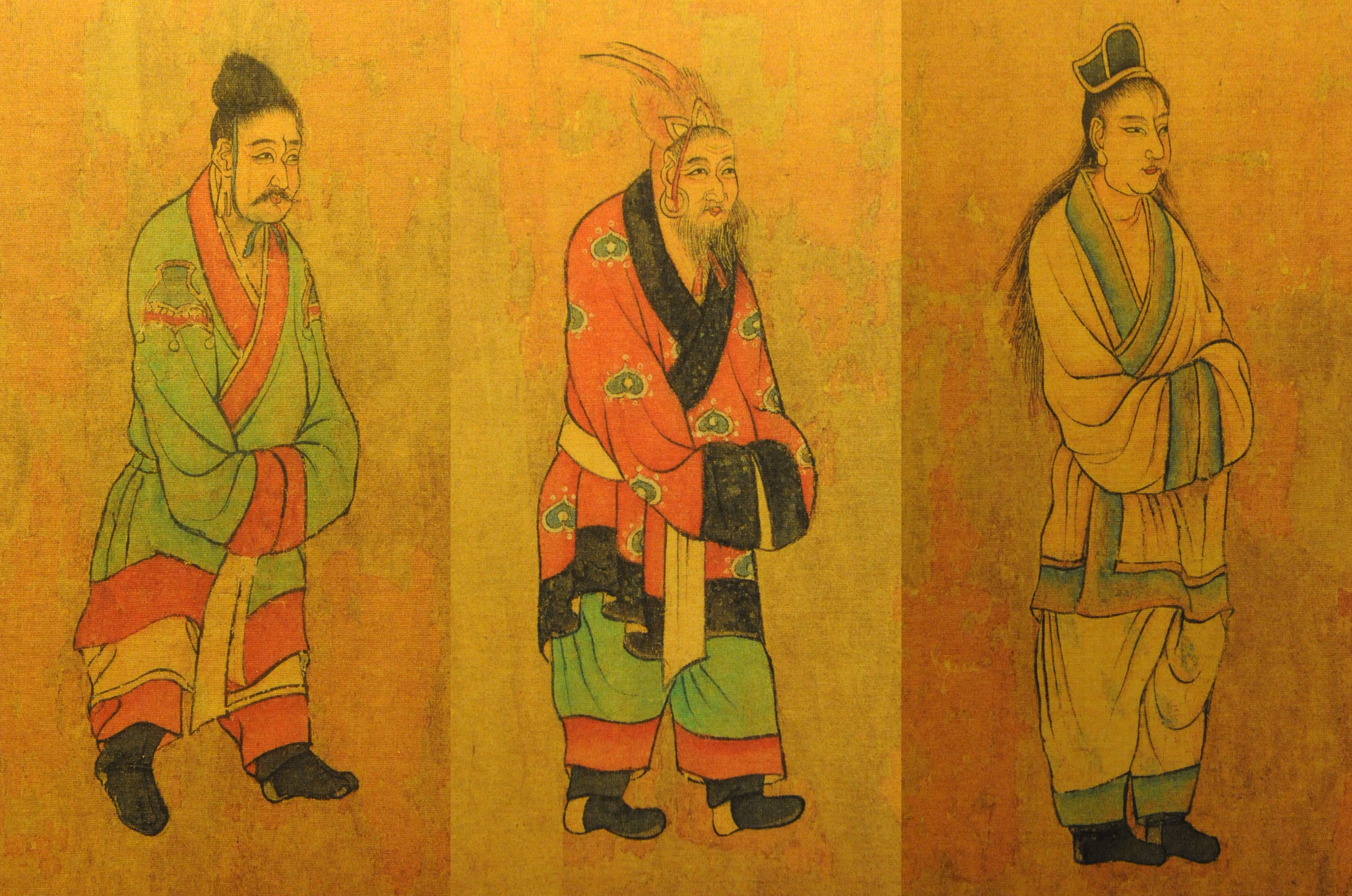
백제, 고구려, 신라 조공 사절단. 7세기 화가 염립본(閻立本, 600~673)의 《왕회도(王會圖)》

조공체제(tribute system)는 서구에서 만든 것이다. 오늘날 '조공체제'라고 간주되는 것을 묘사할 중국어는 없다. 또한 제도나 체제로 기술되지 않았다. 존 킹 페어뱅크와 덩스위(鄧嗣禹) 교수는 1940년대 초에 여러 소논문들을 통하여 조공체제이론(tribute system theory)을 창안하여 '수세기 중국 통치자들이 개발하고 지속시켜 온 일련의 이념 혹은 관습'이라고 정의하였다. 페어뱅크의 모델은 위계적이고 불평등에 기반한 유교적 사회 질서의 확장으로서 조공체제를 제시한다. 행위자(actor)가 유교적 소양을 갖출 수록 조공체제에 참여할 가능성이 그만큼 높았다.

## 실제

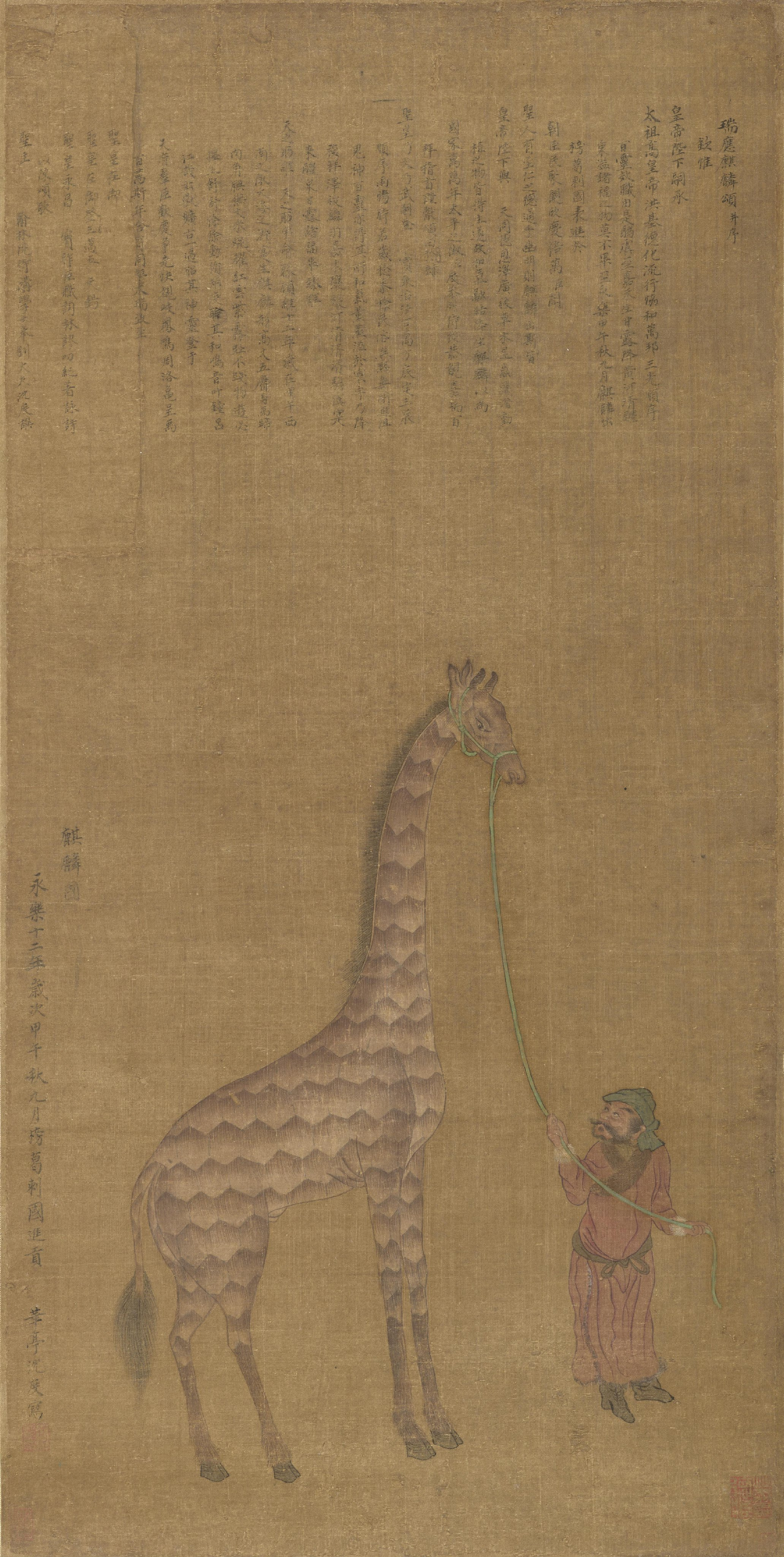
명대 조공품 기린. 당시 관료들은 아프리카의 ‘giraffe’를 중국 전설의 동물 ‘麒麟’으로 여겼다.

책봉체제는 유교적 세계 질서와 연관되어 있기도 하며, 이웃 국가들은 그 질서 하에서 책봉체제에 복종하고 참여하여 평화, 책봉(冊封), 교역의 기회를 보장받고자 하였다. 한 일원이 다른 일원의 지위를 우월하다고 인정하고, 그 우월한 일원은 다른 이들에게 왕관, 인장, 예복 등을 수여하여 군왕으로 인정하는 것이다. 비한족 국가나 세력에게 왕위를 부여하는 관례는 느슨한 통치정책의 구체적 형태로서 고대로부터 이뤄져 왔다. 특히, 조선(朝鮮)의 통치자들은 중국의 상징적 권위에 기반하여 자신의 통치를 정당화하도록 하였다. 반대로 일본(日本)은 조공 관계의 반대편 스펙트럼에 존재하였는데, 통치자들은 중국의 권위를 일치시킴으로써 오히려 자신의 합법성을 해할 수도 있었다. 이러한 교묘한 정치적 상황에서 조공무역을 위하여 일부 위왕(僞王)들이 옹립되어 책봉을 받기도 하였다.
실제로, 책봉체제는 명 초기에만 공식화되었다. ‘조공’은 외국 조정이 사절단과 방물(方物)을 중국 황제에게 보내는 것을 수반하였다. 반대급부로 황제는 사절단에게 선물을 하사하였고 중국 내 교역을 허용해 주었다. 공물 헌상은 꾸며낸 복종이 필요로 했지만, 보통은 정치적 복종은 아니었다. 참여 행위자들의 정치적 희생은 단순히 상징적인 복종에 지나지 않았다. 조공체제 내의 행위자들은 사실상 자립적이었으며 조공품을 보내면서도 자신들의 의제를 수행하였다. 조선, 일본, 류큐, 안남(베트남)이 그러한 사례였다. 조공국에 대한 중국의 영향력은 태생부터 불간섭주의였고, 조공국들은 외국으로부터 침략을 받더라도 중국 군대의 군사적 지원에 대한 기대는 보통 할 수 없었다. 예를 들어, 안남이 점성을 침공한다는 소식을 알았을 때, 홍무제는 그저 안남을 힐책할 뿐이었다. 1471년 안남의 점성 침공에는 간여하지 않았다. 이로 인해 점성은 멸망하였다. 안남과 점성 모두 조공국이었다. 만랄가(滿剌加) 즉 말라카 술탄국이 1481년 중국에 사절단을 보내어, 1469년 중국에서 말라카로 돌아왔을 당시 안남이 말라카를 공격하여 소년들을 거세시키고 노예로 끌고 갔다는 소식을 알렸음에도, 중국은 안남과의 일에 간섭하지 않았다. 말라카인들은 안남이 점성을 통치하였고 안남은 말라카를 점령하려 한다고 보고하였다. 그러나 전쟁하라는 중국의 허락이 없었기에 말라카인들은 응전하지 않았다. 명 황제는 말라카를 꾸짖고, 안남이 공격할 시엔 무력으로 응할 것을 말라카에 명령하였다.
2018년 ‘분규해결지(Journal of Conflict Resolution)’라는 한 잡지에 게재된 한 연구에 의하면, 1365년부터 1841년까지 베트남과 중국과의 관계를 다루면서, 베트남 조정은 표면적으로는 제도와 규제들을 통해 중국과의 관계에 있어 불평등한 지위를 인정하였다고 하였다. 책봉체제 참여로 인하여, 베트남 통치자들은 중국이 위협이 아니며 자신들에게 군사적 주목을 거의 하지 않는 것처럼 행동하였다. 오히려 베트남 리더들은 만성적인 국내 소요를 진압하고 남방과 서방의 왕국들과의 관계에 집중하였다.
또한 공물을 보낸 국가들은 강제로 중국의 제도를 모방할 필요가 없었다. 예를 들어 내륙 아시아의 경우, 중국 정부가 요구하는 올가미들을 아예 무시하였다. 대신 이들은 중국 책봉 행렬에 대하여 자신들의 재정에 유익한 혜택이 되게끔 조정하였다. 명 황제가 주는 선물들과 무역 허가는 조공 그 자체보다 더 가치가 컸다. 조공국들은 가능한한 많은 조공 사절단을 자주 파견하였다. 1372년, 홍무제가 조선과 기타 6개국 조공사절단 파견을 3년에 1번(‘삼년일공’)으로 제한하였다. 류큐는 이 명단에 포함되지 않았기에 1372년부터 1398년까지 57회의 사절단을 파견하였다. 평균 1년에 2차례 보낸 것이었다. 지리적 밀도와 인접성은 문제가 되지 않았기에, 술루 술탄국과 같은 국가들은 왕들이 있는 지역들은, 조공 무역 교환을 통한 이익이 광대하였다. 이는 기묘한 사태를 불러일으켰다. 즉 투르판 왕국(Turpan Khanate)은 명의 영토를 침공하면서도 동시에 조공을 제공하였는데, 이는 명 황제가 침공을 막을 것이라는 희망에 주게 될 선물을 얻고자 하려는 의도가 있었기 때문이었다.
또한 책봉 관계 참여는 물질이나 화폐 상의 이익이 아니라 문화적 혹은 문명적 동기에 입각한 것이기도 하였다. 조선은 만주족의 청을 따르지 않았다. 1636년 만주인들이 조선을 침공하고 조선은 한족 왕조 명에게 했던 것처럼 청의 조공국이 되었다. 조선은 만주인들로부터 군사적 보복을 당하였음에도 불구하고 청에 맞서 싸운 명을 지원하였다. 한때 만주인들의 조상은 한반도 왕조들에게 복속되어 있었고, 조선 조정은 이들을 오랑캐로 생각하면서 자신은 명을 대신할 ‘유교 이념의 새로운 중심’ 즉 ‘소중화(小中華)’라고 생각했다. 조선은 청에 조공을 보내면서도 청을 무시하고 명의 연호를 계속 사용하였다. 반면 일본은 청조와 직접 접촉하는 것을 피하고 통신사(通信使) 등 조선이 일본에 파견한 사절단과 류큐 사절단을 조종, 이들이 마치 일본에 조공하러 온 것처럼 꾸몄다. 1895년 청일 전쟁 발발 전까지 청의 조공국이었다.

### 의례
책봉체제는 조공국들이 외교 관계를 정기화하는 방식으로서 중국에게 관계를 요구할 때마다 의례를 요구한다. 주요 의례는 보통 다음과 같다.
- 조공국의 중국으로의 사절단 파견[19]
- 중국의 우월성을 상징적으로 인정하고 자신들의 신하국(vassal state) 지위를 인정하는 방식으로서 중국 황제 앞에서 고두(叩頭, kowtow)를 수행[19]
- 공물(貢物)의 헌납 및 황제 하사품 수령[19]
- 합법적인 군주로서 조공국 통치자를 책봉[19]

의례 후, 조공국은 교역과 같은 자신들이 바라던 업무를 수행한다.

## 역사

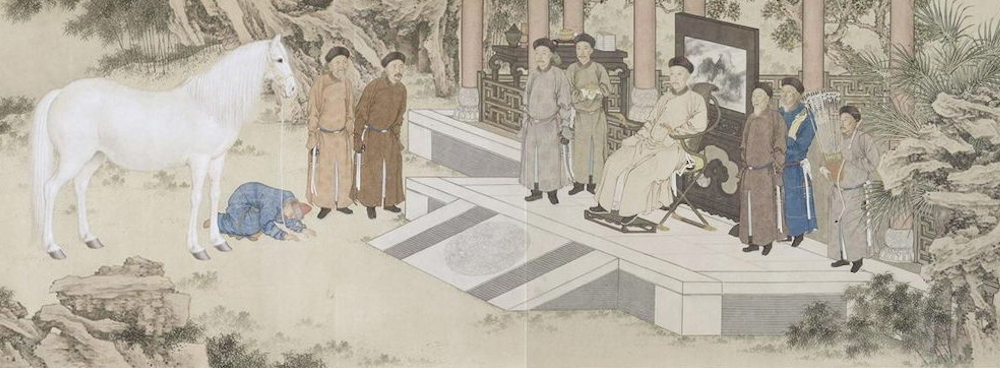
건륭22년(1757), 청조의 신강 정복 직후, 키르기스가 건륭제에게 백마를 공물로 바치는 모습. 이윽고 쿨자와 추구착에서 활발한 교역이 시작되었고, 키르기스산 말, 양, 염소가 중국산 비단과 면직물과 교환되었다.

조공 관계는 당대에 발생하였는데, 외국 사절단이 중국 세계 질서에 대한 복종의 징표로 공물 지참을 한다는 것을 중국 통치자들이 인식하기 시작하였다.
홍무제 주원장은 해금(海禁) 정책을 채용하고 ‘공물 지참’ 사절단 사신에게 감합(勘合)을 발급하였다. 사절단은 허용된 인원 및 물품 수에 따라 지참해 왔다.

### 한반도
한반도 내 국가들은 중화제국에의 조공 헌상 역사가 길다. 《진서》에 의하면, 진한과 마한이 서기 280년부터 반복적으로 진(晉, 266~420)에 조공하였다는 기록이 있다.
고구려는 한 현도군이 있었던 곳에 설립되었으나, 후에 한사군을 점하였고 한반도까지 영역을 확장하였다. 《삼국사기》에 의하면, 서기 30년 고구려가 후한의 제후국으로서 광무제에게 사절단을 파견하여 조공하였다. 고구려는 이후에도 진(晉), 북위, 북주 및 수(隋), 당(唐)에 조공하였다.
백제는 북위에 처음 조공하였다고 《위서》에 기록되어 있다. 서기 372년, 백제는 진에 사절단을 보냈다. 《수서》에는 건국 후 위덕왕이 수문제에게 조공 사절단을 파견하였다고 기록되어 있다. 이후 수가 남조 진을 정복하였을 때, 전선 한 척이 탐라로 표류하였다. 귀환 과정에서 배는 백제에 들렀고 위덕왕은 선원들에게 충분한 보급품과 함께 진 정복 경하를 표할 사절단도 함께 보내었다. 수문제는 감동하여 백제의 매년 조공을 면제해 줄 것을 칙유하였다. 그러나 백제는 수에 계속 조공 사절단을 보내었는데, 598년과 607년에는 고구려와의 전쟁을 요청하였다. 614년, 백제는 수가 멸망한 619년 이전에 마지막 조공 사절단을 보내었다. 622년, 백제는 당에 사절단을 보내기 시작하였다.
신라는 594년 진평왕의 명령에 의해 수에 조공 사절단을 파견하였으며, 605년부터 신라는 매년 수에 조공사절단을 보내었다. 《구당서》와 《신당서》에는 신라가 총 4명의 여성(모두 거절되었음), 금, 은 등을 당에 조공품으로 보내었다고 전한다.
만약 신라가 조공선을 연이어 파견함으로써 중국에 온 마음을 다하여 보냈다면, 법흥왕(法興王)은 왜 자신의 연호(年號)를 사용하였는가? 이것이 바로 혼란스러운 점이다. 그때 이후로 신라는 수 년 동안 잘못된 관례를 유지하였으며, 당태종(唐太宗)이 이를 알고 신라 사절을 힐난하였던 후에도 그러했다. 지금 이들은 결국 당의 연호를 사용하였다. 필요에 의한 조처였다지만, 우리는 신라인들이 자신들의 실수를 고칠 수 있었다고 말할 수 있다.
 — 김부식(金富軾, 1075–1151)의 당-신라 조공 관계에 대한 논의

### 일본
1404년 쇼군 아시카가 요시미츠은 일본의 천황이 아니었음에도 ‘일본국왕(日本國王)’이라는 중국 작위를 받았다. 쇼군이 사실상 일본의 통치자였다. 일본 봉건시대 천황은 힘이 없는 명목상 최고 지도자였다. 또한 쇼군의 처분에 휘둘릴 수 밖에 없다. 1408년 요시미츠 사망 때까지 짧은 기간 동안 일본은 명(明)의 공식 조공국이었다. 일본이 중국의 헤게모니를 인정하지 않고 이후의 조공 사절단 파견을 중지하기로 결정하면서, 이러한 관계는 1549년에 끝이 났다. 요시미츠는 근세 시기 중국 작위를 받은 최초의 그리고 유일한 일본 통치자였다. 조공체제 내로의 소속은 중국과의 경제적 교환을 위한 필수조건이었다. 체제가 존재하는 가운데 일본은 중국과의 교역 관계를 포기하였던 것이다. 만력(萬曆) 연간(1573~1620), 명은 일본의 조선 침공을 중국 조공 체제에 대한 도전이자 위협으로 해석하였다.

### 태국
태국은 수나라 때부터 19세기 중반 청말에 발생한 태평천국의 난 기간까지 중국의 속국 혹은 조공국이었다. 최초의 통일 태국 왕조인 수코타이 왕국은 람캄행 국왕 통치 기간 동안 원(元)과 공식 조공 관계를 수립하였다. 이후로 1853년까지 태국은 중국의 조공국이었다. 청대 학자 위원(魏源, 1794~1857)은 임진왜란 시기 섬라(暹羅) 즉 아유타야 왕조가 일본의 조선과 아시아 내륙으로의 침공 방향을 다른 곳으로 돌리고자 공격하겠다고 직접 제안한 것과 기타 명에 대한 충성스런 행동들을 인용하면서, 태국은 동남아 조공국 가운데 가장 강력하고 충성스러운 조공국이었다고 언급하였다. 태국은 상업과 교역을 지배하였거나 고위직에 있었던 중국 이민자들을 기꺼이 맞이하였다.

### 베트남
중국은 베트남 지역을 1050년이나 통치했으나, 서기 938년에 베트남이 독립하며 종식되었다. 이후로 베트남은 1884년 후에 조약(Treaty of Huế)으로 프랑스 보호령이 된 1885년까지 중국의 조공국이었다. 후 레 왕조(1428~1527)와 응우옌 왕조(1802~1945)는 중국의 제국 체제를 도입하였고, 통치자는 유교 모델에 입각한 황제라고 선포하였으며 베트남식 제국적 조공 체제를 고안해내었지만 동시에 중국의 조공국으로서도 역할하였다. 국내에서는 황제를 칭하고 중국 등 대외 관게에서는 왕(王)을 칭한 베트남의 이중적 통치 체제를 ‘외왕내제(外王內帝)’라 한다.

### 동남아 해양 지역
말라카 술탄국과 브루나이 술탄국은 명에 조공하였다. 이들의 첫 통치자들은 황제의 선단을 타고 직접 중국으로 갔다. 사무데라 파사이 술탄국과 마자파히트 왕조도 조공사절단을 파견하였다.

## 같이 보기
- 중국의 황제
- 명나라
- 천 (사상)(天) / 상제(上帝)
  - 천하(天下)
  - 천조(天朝)
  - 천명(天命)
  - 천자(天子)
  - 천가한(天可汗)
- 팍스 시니카(Pax Sinica)
- 조공국
- 외왕내제(外王內帝)
- 동아시아 문화권
- 소중화(小中華)

## 참고 문헌
- Chu, Samuel C. (1994), 《Liu Hung-Chang and China's Early Modernization》, Routledge
- Lee, Ji-Young (2017), 《China's Hegemony: Four Hundred Years of East Asian Domination》, Columbia University Press
- Smits, Gregory (1999), 《Visions of Ryukyu: identity and ideology in early-modern thought and politics》, Honolulu, HI: University of Hawaii Press, ISBN 0-8248-2037-1, 2011년 6월 20일에 확인함
- de Klundert, Theo van (2013), 《Capitalism and Democracy: A Fragile Alliance》, Edward Elgar Publishing Limited
- Rossabi, Morris (1976년 10월 15일). 〈Mansur〉.   Goodrich, L Carrington. 《Dictionary of Ming Biography, 1368-1644, Association for Asian Studies》 2. Columbia University Press. 1037–1038쪽. ISBN 0-231-03801-1. 2011년 6월 24일에 확인함.
- Bielenstein, Hans (2005), 《Diplomacy and Trade in the Chinese World, 589-1276》, Brill, ISBN 978-90-474-0761-4

## 기타 참고 문헌
- Cohen, Warren I. . East Asia at the Center : Four Thousand Years of Engagement with the World. (New York: Columbia University Press,  2000. ISBN 0231101082.
- Fairbank, John K., and Ssu-yu Teng. "On the Ch'ing tributary system." Harvard journal of Asiatic studies 6.2 (1941): 135–246. online
- Kang, David C., et al. "War, Rebellion, and Intervention under Hierarchy: Vietnam–China Relations, 1365 to 1841." Journal of Conflict Resolution 63.4 (2019): 896–922. online
- Kang, David C. "International Order in Historical East Asia: Tribute and Hierarchy Beyond Sinocentrism and Eurocentrism." International Organization (2019): 1-29. DOI: https://doi.org/10.1017/S0020818319000274
- Song, Nianshen (Summer 2012). “'Tributary' from a Multilateral and Multilayered Perspective”. 《Chinese Journal of International Politics》 5 (2): 155–182. doi:10.1093/cjip/pos005. 2016년 7월 11일에 확인함.
- Smits, Gregory (2019), 《Maritime Ryukyu, 1050-1650》, University of Hawaii Press
- Swope, Kenneth M. "Deceit, Disguise, and Dependence: China, Japan, and the Future of the Tributary System, 1592–1596." International History Review 24.4 (2002): 757–782.
- Wang, Zhenping (2013), 《Tang China in Multi-Polar Asia: A History of Diplomacy and War》, University of Hawaii Press
- Wills, John E.  Past and Present in China's Foreign Policy: From "Tribute System" to "Peaceful Rise". (Portland, ME: MerwinAsia,  2010. ISBN 9781878282873.
- Womack, Brantly. "Asymmetry and China's tributary system." Chinese Journal of International Politics 5.1 (2012): 37–54. online
- Zhang, Yongjin, and Barry Buzan. "The tributary system as international society in theory and practice." Chinese Journal of International Politics 5.1 (2012): 3-36.